# Изменение климата России
Изменение климата России связано с глобальным потеплением.

## Влияние изменения климата на Россию
На территории России среднегодовая температура растёт быстрее в 2,5-2,8 раза, чем в среднем на планете. Наиболее быстро «нагревается» территория Крайнего севера, в частности полуостров Таймыр.

### МГЭИК
Согласно МГЭИК (2007 г.) глобальное потепление приводит к более заметному повышению температуры в высоких северных широтах. Например в высоких широтах северного полушария это привело к следующим последствиям: более ранняя весенняя посадка сельскохозяйственных культур, более высокая частота лесных пожаров, изменения в нарушении лесов из-за вредителей, повышенный риск для здоровья из-за волн жары, изменения в инфекционных заболеваниях и аллергенной пыльце и изменения в деятельности человека в Арктике. С 1900 по 2005 год количество осадков в Северной Европе, Северной и Центральной Азии увеличилось. В последнее время это привело к довольно значительному увеличению ВВП. Климатические изменения могут повлиять на внезапные паводки во внутренних водах, более частые затопления прибрежных районов и усиление эрозии, уменьшение снежного покрова и потери в биоразнообразии.

### Таяние вечной мерзлоты
Таяние вечной мерзлоты может быть серьёзной причиной для беспокойства. Считается, что запас углерода в вечной мерзлоте во всём мире составляет приблизительно 1600 гигатонн, что эквивалентно двойному атмосферному бассейну. Защита торфяников от осушения и очистки замедляет выброс парниковых газов и дает возможности для биоразнообразия.
Вечная мерзлота — это почва, которая была заморожена в течение двух или более лет. В большинстве арктических районов её толщина составляет от нескольких метров до нескольких сотен метров. В процессе таяния вечномерзлотных грунтов выделяется метан. Метан имеет в 25 раз больший потенциал углекислого газа. Недавние выбросы метана из мировых почв оценивались в 150—250 млн метрических тонн (2008 год).
Предполагаемые годовые чистые темпы выбросов метана в конце 20-го века для северного региона составляли 51 млн метрических тонн. Чистые выбросы метана из районов вечной мерзлоты на севере включали 64 % из России, 11 % из Канады и 7 % из Аляски (2004). Обычные бизнес-сценарии оценивают выбросы метана в Арктике в результате таяния вечной мерзлоты и повышения температуры в диапазоне от 54 до 105 миллионов метрических тонн метана в год (2006 г.).
По итогам независимого расследования причин разлива дизельного топлива в Норильске в 2020 году одной из причин было названо таяние мерзлоты, которое привело к подвижности свай и оседанию конструкции бака с дизельным топливом.

### Пожары
Согласно МГЭИК более высокие температуры могут увеличить частоту пожаров. В России это включает риск пожаров на торфяниках. Выбросы торфяных пожаров могут быть более вредными для здоровья человека, чем лесные пожары. Учёные, встревоженные торфяными пожарами в Индонезии в 2004 году, пришли к выводу, что «сжигание торфа может быть основной причиной пока ещё не объяснённого ускорения накопления CO2 в атмосфере с 1998 года». В октябре 2004 года Борнео был окутан густым дымом. В связи с этим были закрыты школы, отменялись авиарейсы, видимость составляла 100 метров.
По данным Wetlands International, пожары в Москве в июле 2010 г. были в 80-90 % случаев вызваны осушёнными торфяниками. По данным ООН, обезвоженные болота являются причиной 6 % антропогенных выбросов. Московский воздух был заполнен выбросами торфяных пожаров в июле 2010 года, а видимость была ниже 300 метров.
В 2021 году Путин назвал пожары и паводки в России проявлением глобального потепления.

## Вклад России в глобальные выбросы
В 2020 году Россия вышла на третье место в общем объёме выбросов углекислого газа. В 2009 году Россия была четвертой, в 2005 году — 9-й.
В совокупных выбросах с 1850 по 2007 годы топ стран выглядит следующим образом: 1. США: 28,8 %, 2. Китай: 9,0 %, 3. Россия: 8,0 %, 4. Германия: 6,9 %, 5. Великобритания: 5,8 %, 6. Япония: 3,9 %, 7. Франция: 2,8 %, 8. Индия: 2,4 %, 9. Канада: 2,2 % и 10. Украина: 2,2 %.

## Секторы экономики

### Энергетика: торф, горючий сланец и уголь
Торф, сланец, лигнит и уголь являются одними из самых вредных источников энергии в отношении выбросов глобального потепления. Торф часто является более вредным источником энергии, чем уголь для глобального потепления. Горение торфа использовалось в качестве источника энергии в России. В 2005 году производство энергии на основе торфа составляло 8 % от общего производства энергии в России. Россия также использовала сланец для производства энергии.
В 2008 году Россия производила, использовала и импортировала уголь. Помимо проблем для окружающей среды и здоровья человека, связанных с вредными выбросами угля, добыча угля также была опасной работой в России в 2008 году. Сообщалось о серьезных несчастных случаях. По оценкам МЭА, доля угля и торфа в электричестве составила 19 % от валового производства электроэнергии в России в 2008 году (187 ТВтч / 1038 ТВтч).

### Вырубка леса
Глобальная вырубка лесов составила 20 % от эмиссии в 1990 году. (недоступная ссылка)
Согласно FAO (2007), более половины мировых лесов находятся в пяти странах: Россия, Бразилия, Канада, США и Китай. 2/3 мировых лесов находятся в 10 странах: России, Бразилии, Канаде, США, Китае, Австралии, Конго, Индонезии, Перу и Индии. Российские проблемы с лесами включают борьбу с незаконными рубками, коррупцией, лесными пожарами и землепользованием.

## Предполагаемые последствия для России
Росгидромет выделяет для России следующие риски, связанные с глобальным потеплением:
- рост повторяемости, интенсивности и продолжительности засух в одних регионах, экстремальных осадков, наводнений, случаев опасного для сельского хозяйства переувлажнения почвы — в других;
- повышение пожароопасности в лесных массивах;
- деградация вечной мерзлоты с ущербом для строений и коммуникаций[20][21];
- изменение экологического равновесия, вытеснение одних биологических видов другими[21][22];
- увеличение расходов электроэнергии на кондиционирование воздуха в летний сезон для значительной части населённых пунктов.

Высшая техническая школа Цюриха прогнозирует к 2050 г. повышение средней температуры в европейских городах России летом на 3,5 град, зимой на 4,7 град. Климатические зоны в европейской части России поднимутся на 1000 км к северу, то есть в Москве будет такой же климат, как сейчас в Софии.

Карта климатической классификации Кёппена-Гейгера для России (сценарий RCP8.5)

Положительные изменения, по мнению члена научно-консультационного комитета климатического центра АТЭС, будут следующими:
- увеличение периода навигации на Северном морском пути;
- смещение на север северной границы земледелия, и связанный с этим рост сельскохозяйственных угодий;

Прошедшая карта классификации климата Кёппена-Гейгера для России на 1980—2016 гг.

- Прошедшая карта классификации климата Кёппена-Гейгера для России на 1980—2016 гг.снижение расходов энергии на отопление в зимний сезон для значительной части населённых пунктов.